# Claude Sales
Pour les articles homonymes, voir Sales.
Claude Sales, né le 21 juillet 1930 à Lubersac (Corrèze) et mort le 15 juin 2016 à Paris 15e, est un journaliste français.

## Biographie
Claude Sales est le frère de Michel Sales et père de Juliette Sales, Emmanuel Sales et Pauline Sales 
Il meurt le 15 juin 2016 à Paris 15e, à l'âge de 85 ans,.

## Œuvres
- Où va la JEC ?, L'Épi, 1954 (BNF 32599585)
- Le Cirque du soleil (ill. Claude Braun), L'Épi, 1961 (BNF 33164281)
- Avec Jacques Amalric, Atlas politique du monde moderne, L'Épi, 1964 (BNF 33164278)
- La Trahison, Le Seuil, 1999 (BNF 37074902)
- Les Rires de Dieu, Le Seuil, 2003 (BNF 38979732)